# Sierichstraße
Die Sierichstraße ist eine zweispurige Straße in Hamburg-Winterhude. Zusammen mit der Herbert-Weichmann-Straße, die als direkte südliche Verlängerung im angrenzenden Stadtteil Uhlenhorst verläuft, ist der Straßenzug eine wichtige und bevorzugte Verkehrsverbindung zwischen der Innenstadt und den nördlichen Stadtteilen, u. a. Fuhlsbüttel, wo sich der Flughafen Helmut Schmidt befindet. Er verläuft östlich der Alster mit der Besonderheit, als Einbahnstraße die Richtung zu wechseln.
Die Sierichstraße verläuft zwischen der Kreuzung mit der Hudtwalckerstraße (Nordende) und der Langenzugbrücke (Südende). Sie ist gesäumt von zahlreichen Linden und Eichen. Auf der westlichen Straßenseite stehen überwiegend Stadtvillen, auf der östlichen Seite fünfgeschossige Mehrfamilienhäuser aus den ersten beiden Jahrzehnten des 20. Jahrhunderts. Der nördliche Teil der Straße ist direkt am Leinpfadkanal, einem Teil der Alster, gelegen.

## Geschichte

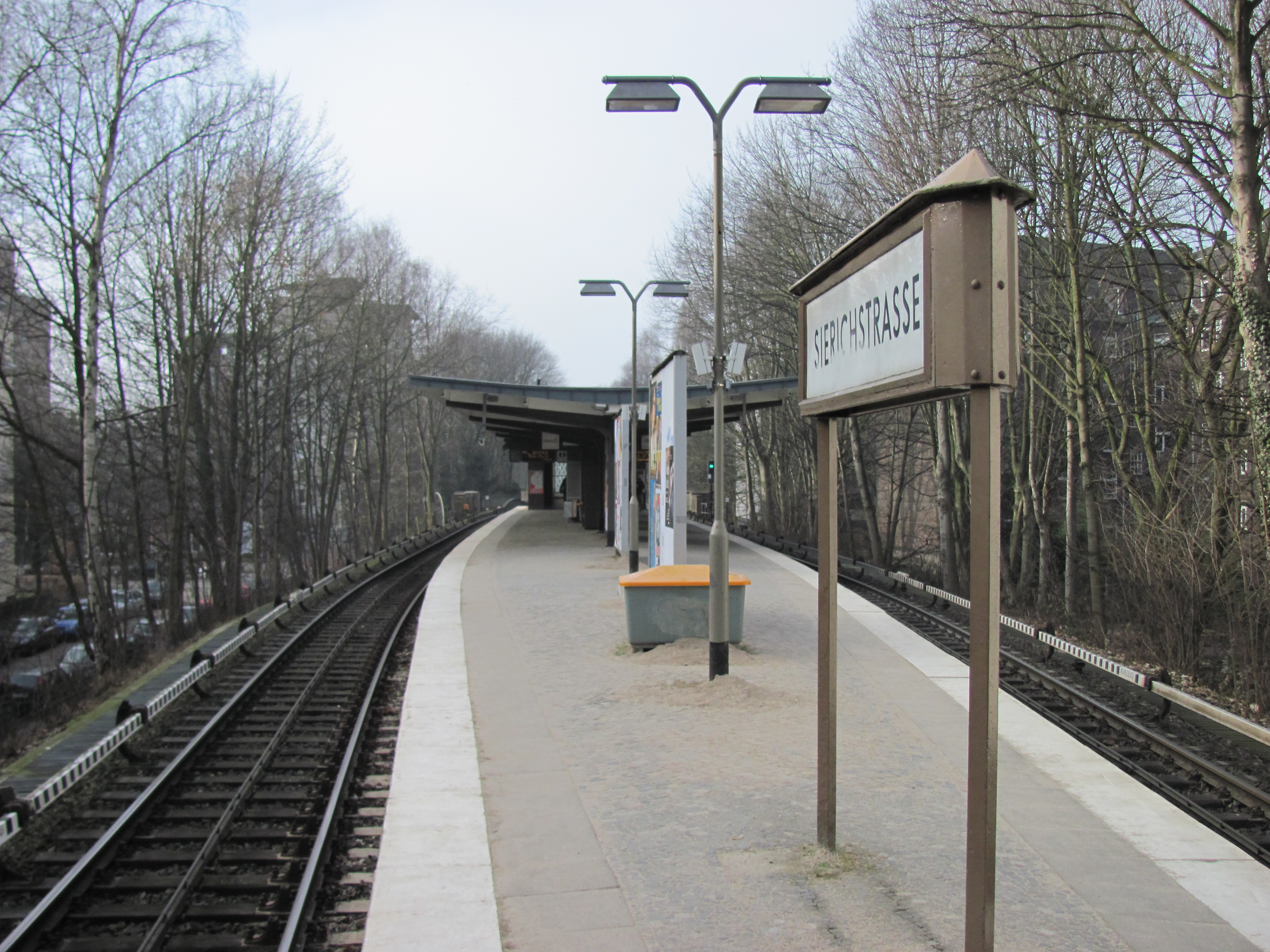
Bahnsteig des U-Bahnhofs Sierichstraße

Die Straße wurde 1863 nach Adolph Sierich (1826–1889) benannt. Sierich erbte von seinem Vater Ländereien im Zentrum des damaligen Winterhude. Ab 1850 kaufte er den ganzen Westen des Dorfes auf und schuf dort die für einen Stadtteil nötige Infrastruktur.
Den Namen der Straße trägt auch ein U-Bahnhof der Hamburger Ringlinie.
Seit Juli 2008 befinden sich vor dem Haus Sierichstraße 108 zwei Stolpersteine zum Gedenken an Emil und Alice Hammerschlag und für das Schicksal der von den Nationalsozialisten deportierten und ermordeten Menschen. Insgesamt wurden 48 Stolpersteine in der Sierichstraße verlegt.
In der Sierichstraße 177 befand sich früher das Polizeirevier 42. In dem Gebäude ist nunmehr ein Montessori-Kinderhaus untergebracht.
Bis 1970 gab es mit dem Kino „Die Gondel“ ein Lichtspielhaus in der Sierichstraße, direkt an der Abzweigung zur Willistraße. Herbert Steppan, der auch die Oase an der Reeperbahn und das Savoy am Steindamm betrieb, eröffnete das Kino 1951. Es hatte 423 Plätze. Schon sieben Jahre später wurde es modernisiert und mit einem eleganten Foyer sowie einem ebenso eleganten Theaterraum versehen. Das Kino war seit 1953 Mitglied der Gilde deutscher Filmkunsttheater und orientierte sich der künstlerischen Qualität der Filme. Aber auch der Gondel machte die Krise der Kinos zu schaffen. Ende Januar 1970 wurde das Kino geschlossen. Es wurde abgerissen, das Grundstück mit Wohnungen bebaut.
Marie Firgau eröffnete 1910 eine Mädchenschule in der Sierichstraße 53. Die Schule nahm nur Töchter „gebildeter Familien“ auf. Firgau wohnte selbst im Obergeschoss des Schulgebäudes. Zwei Jahre nach Marie Firgaus Tod musste 1938 die Schule schließen. Der Abbau der Grundschule und die Neuordnung des Schulwesens waren die Gründe hierfür.

## Prominente Bewohner
Der Maler und Bildhauer Johannes Ufer wohnte mit seiner Frau, der Malerin Lore Ufer von 1948 bis 1958 in der Sierichstraße 54.
Die Malerin und Keramikerin Annette Caspar wohnte in der Sierichstraße 156.
Gisela Bührmann, Malerin und Grafikerin, wirkte in einer Dachwohnung in der Sierichstraße 52. Sie lebte dort in Ateliergemeinschaft mit den beiden Grimm-Schülern Kai Sudeck und ihrem Lebensgefährten, dem Maler Reinhard Drenkhahn.
Das Elternhaus des Fotografen Herbert List war die Sierichstraße 149 – List lebte dort mit seiner Familie von 1905 an. Der britische Schriftsteller Stephen Spender setzte List ein literarisches Denkmal mit dem stark autobiografisch gefärbten Roman „Der Tempel“ in dem auch das Haus in der Sierichstraße vorkommt. Spender erwähnt im Roman das steife „German Abendbrot“ bei Familie Lenz/List in der Sierichstraße. Geboten wurde Aufschnitt und unterkühlte Konversation. Dabei hatte Vater Felix List als erfolgreicher Kaffeeimporteur doch hanseatische Weltläufigkeit bewiesen, als er seinen ältesten Sohn Herbert nach dem Abitur am „Johanneum“ vor der Lehre im Kontor am Sandtorkai zunächst nach Süd- und Mittelamerika auf die Kaffeeplantagen schickte. Auf diesen Reisen begann List 1925 zu fotografieren.
Hildegard Stromberger (1904–1985), promovierte Ärztin, Bildhauerin und Malerin wohnte mit ihrem Mann sowie ihrer Tochter und ihrem Sohn in der Sierichstraße 51.
Die Schauspielerin Hanne Mertens lebte in der Sierichstraße 66. Ein Stolperstein erinnert an ihren Wohnsitz.

## Straße mit wechselnder Einfahrrichtung

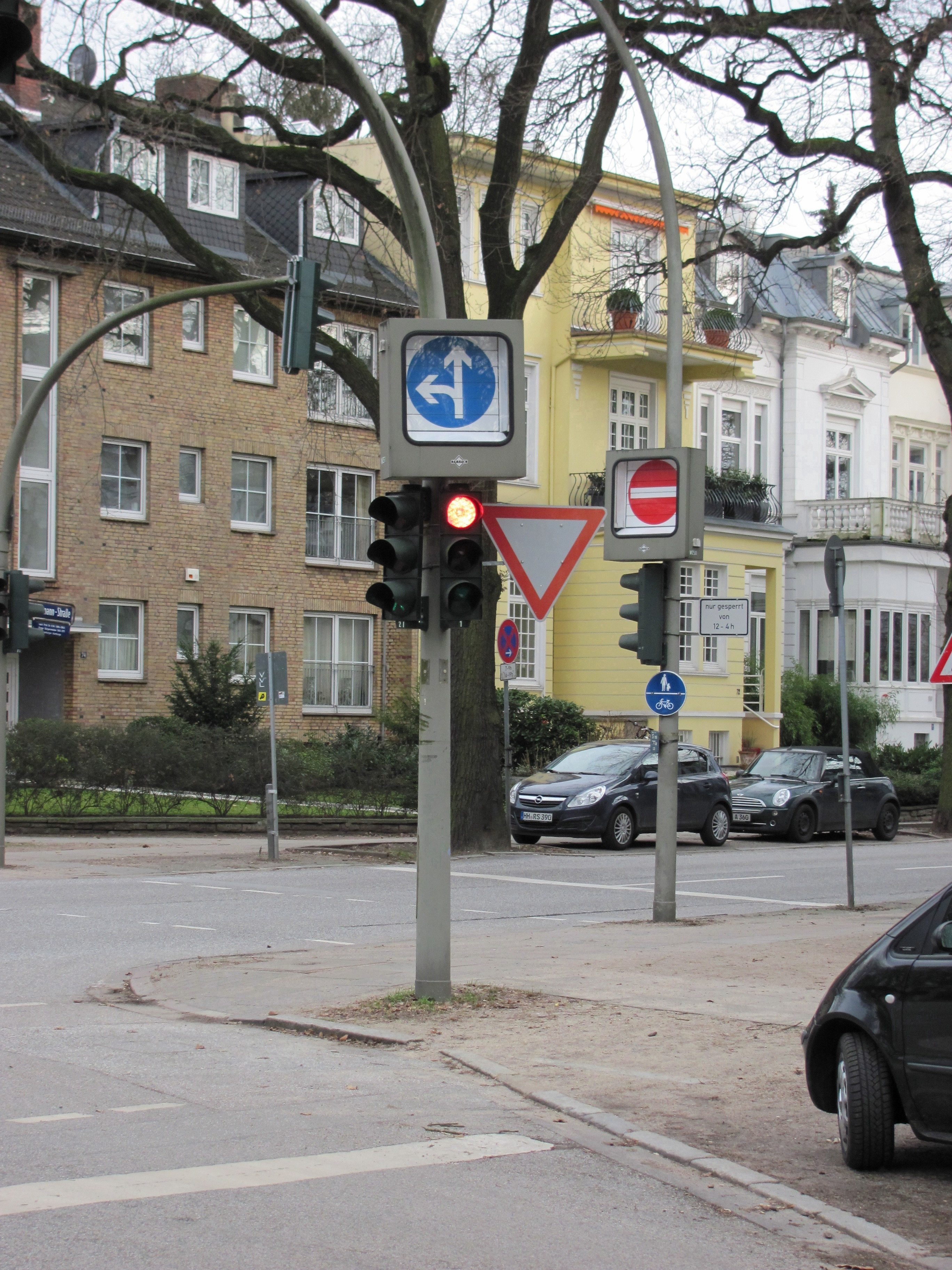
Umschaltbare Verkehrsschilder zur Anzeige der Einfahrrichtung

In den 1950er Jahren stießen Pläne, die vielbefahrene Straße zu verbreitern, nicht nur bei den Anwohnern auf Widerstand; ihr hätten auch die Eichen geopfert werden müssen, die den Straßenzug auf der gesamten Länge säumen. Der spätere Leitende Baudirektor Werner Hoffmann schlug als Alternative „eine in amerikanischen Großstädten geübte Praxis“ vor. „Hier machte man bei wesentlich dichterem Verkehr gute Erfahrungen mit einer wechselnden Verkehrsführung – morgens hin und abends her – im gleichen Straßenzug jeweils als Einbahnstraße entsprechend dem Verkehrserfordernis.“
Der Straßenzug Sierichstraße/Herbert-Weichmann-Straße ist als Straße mit wechselnder Einfahrrichtung in Richtung stadteinwärts von morgens 4:00 Uhr bis mittags 12:00 Uhr ausgewiesen. Von mittags 12:00 Uhr bis morgens 4:00 Uhr gilt die Regelung, nur stadtauswärts einzufahren. Die Verkehrsregelung passt sich damit den Kfz-Verkehrsströmen und der Lastrichtung des Berufsverkehrs an. Aufgrund dieser Einzigartigkeit gilt die Sierichstraße als „Hamburgs bekannteste Einbahnstraße“. Es handelt sich bei dem Straßenzug aber nicht um eine Einbahnstraße, da eine Anordnung mittels Verkehrszeichen 220 nicht besteht. Die Verkehrsregelung wurde im Dezember 1962 eingeführt.
Es besteht wie üblich ein Rechtsfahrgebot, um die Unfallgefahr durch entgegenkommende Fahrzeuge zu mindern. Denn es ist gestattet, entgegen der vorgeschriebenen Einfahrichtung bis zur nächsten Kreuzung zu fahren. 
Es wurde nach Verkehrsunfällen wiederholt kritisiert, dass das „Umschalten der Fahrtrichtung nicht nur für Auswärtige eine verwirrende Regelung darstelle“. Nach Aussagen der Hamburger Polizei gibt es jedoch „keine erhöhte Unfalllage“ und „das System mit dem Wechsel der Fahrtrichtung habe sich über die Jahre bewährt“, so dass es „keinen Anlass gäbe, etwas zu ändern“.
Auch Radfahrer müssen der wechselnden Einfahrtrichtung folgen, da die vorher benutzungspflichtigen, aber extrem engen Gehwege nicht mehr für den Radverkehr zugelassen sind.